# Centre d'études linguistiques et historiques par tradition orale
Le Centre d'études linguistiques et historiques par tradition orale (CELHTO) est une organisation intergouvernementale. Il est rattaché à l'Union africaine et voué à réunir et à étudier les traditions orales des différents pays et ethnies d'Afrique afin d'alimenter les recherches en linguistique et en histoire sur cette partie du monde. Il a également pour vocation de contribuer au processus d'auto-développement du continent africain. 

## Histoire
En 1968, un accord entre le gouvernement nigérien et l'Unesco aboutit à la création du Centre régional de documentation sur la tradition orale CRDTO. En 1974, le Centre est intégré à l'Organisation de l'unité africaine et prend alors le nom de Centre d'études linguistiques et historiques par tradition orale (CELHTO). L'Organisation de l'unité africaine devient en 2002 l'Union africaine.

## Activités
Les activités du CELHTO consistent notamment à publier des versions écrites de récits et d'informations recueillies auprès des dépositaires des traditions orales, et à organiser des rencontres entre les traditionnistes africains et les chercheurs dont les actes donnent également lieu à des publications. En 2005, à la suite de l'évolution naturelle de ses activités et à l'avènement de l'Union africaine, le CELHTO a été conduit à élargir son champ d'action bien au-delà de la collecte des traditions orales et de la promotion des langues africaines. Les nouvelles missions du CELHTO consistent à fournir à différentes institutions africaines les informations et analyses pouvant contribuer efficacement « au processus d'auto-développement du continent africain, ancré sur les traditions africaines, débarrassées des valeurs dysfonctionnelles dûment identifiées. »